# Thomas Hetherington
Thomas Chalmers Hetherington, mais conhecido como Tony Hetherington, (Dumfriesshire, Escócia, 18 de Setembro de 1926 – 28 de Março de 2007) foi um advogado (barrister) do Reino Unido. Foi Director dos Processos Públicos da Inglaterra e Gales entre 1977 e 1987, e o primeiro líder dos Serviços de Processos da Coroa no ano seguinte à sua fundação em 1986.

## Carreira
Educado na "Rugby School", serviu durante três anos na Artilharia Real no Médio Oriente. Mais tarde serviu quase 20 anos no Exército Territorial, chegando à patente de major. Estudou leis na Christ Church, Oxford, graduando-se em 1951. Foi called to the Bar em 1952 e juntou-se aos serviços legais do governo, no departamento legal do Ministério das Pensões e Seguro Nacional.
Tornou-se membro da equipa legal de apoio ao Procurador Geral e ao Solicitador-Geral em 1962. Foi líder do staff permanente dos "Law Officers" entre 1966 e 1976. Foi agraciado com a Ordem do Império Britânico (CBE) em 1970, e tornou-se representante do Treasury Solicitor em 1975.
A Secretária de Estado para os Assuntos do Interior da Inglaterra e Gales, Merlyn Rees, nomeou-o Director do Ministério Público depois de Sir Norman Skelhorn se retirar em 1977, com ordens para reduzir os atrasos no sistema legal criminal. Pouco depois de assumir o cargo, tomou a decisão de processar Jeremy Thorpe, acusado de conspirar no assassinato do seu amante homossexual.
Hetherington tornou-se membro do Queen's Counsel (QC) em 1978, e foi feito cavaleiro em 1979.
Os últimos anos do seu serviço foram dominados por mudanças abrangentes no sistema criminal legal no Reino Unido.  Um perceptível falta de justiça depois do assassinato de Maxwell Confait, e uma subsequente crítica pelo retirado Sir Henry Fisher do High Court judge em 1977, levou a uma Comissão Real no Processo Criminal, o qual foi divulgado em 1981. A Real Comissão recomendou mudanças à investigação e prossecução das ofensas criminais, e que a decisão de levar a juízo devia ser tirada das mãos da polícia e dada a um corpo independente no cargo de Procuradores da Coroa. O governo aceitou o relatório. O Crown Prosecution Service foi criado em 1986.
Em 1989, pouco depois de se retirar, foi co-autor com o procurador William Chalmers de "Hetherington-Chalmers Report", o qual examinou as vias para processar suspeitos de crimes de guerra, vivendo na Grã-Bretanha, por  "crimes de assassinato, homicídio culposo ou genocídio cometidos na Alemanha e nos territórios ocupados por forças alemãs durante a Segunda Guerra Mundial," sob os quais os triunais britânicosd não tinham jurisdição. O relatório foi seguido de um inquérito de 15 meses no qual alegações sobre 301 suspeitos foram investigadas. As recomendações do relatório levaram doia anos depois ao War Crimes Act 1991, o qual passou com as objecções da Câmara dos Lordes usando os Actos Parlamentares.

## Doença e Morte
Hetherington sofreu de uma doença neurológica degenerativa no final da vida. Faleceu no dia 28 de Março de 2007, aos 80 anos de idade. Sobrevive-lhe a sua esposa, June Catliff, com quem casou em 1953 e as suas quatro filhas.